# Herman (Minnesota)
Herman is een plaats (city) in de Amerikaanse staat Minnesota, en valt bestuurlijk gezien onder Grant County.

## Demografie
Bij de volkstelling in 2000 werd het aantal inwoners vastgesteld op 452.
In 2006 is het aantal inwoners door het United States Census Bureau geschat op 423, een daling van 29 (-6,4%).

## Geografie
Volgens het United States Census Bureau beslaat de plaats een oppervlakte van
2,7 km², geheel bestaande uit land. Herman ligt op ongeveer 327 m boven zeeniveau.

## Plaatsen in de nabije omgeving
De onderstaande figuur toont nabijgelegen plaatsen in een straal van 24 km rond Herman.